# Elasticità (economia)
L'elasticità in economia è definita come il rapporto tra le variazioni percentuali di due variabili. In termini formali, date due variabili y e x, l'elasticità di y rispetto ad x è data da:
{\displaystyle \ \eta _{yx}={\frac {\%\Delta y}{\%\Delta x}}={\frac {\Delta y}{\Delta x}}{\frac {x}{y}}}
dove:
{\displaystyle \ \%\Delta x={\frac {x_{1}-x_{0}}{x_{0}}}\times 100}.
L'elasticità è dunque una misura della sensibilità di y rispetto a variazioni di x.
Poiché è un rapporto tra variazioni percentuali, l'elasticità è un numero adimensionale.
Laddove possono essere definite variazioni infinitesimali di y e x, è possibile esprimere {\displaystyle \ \eta _{yx}} in termini della derivata di y rispetto a x:
{\displaystyle \ \eta _{yx}={\frac {dy}{dx}}{\frac {x}{y}}={\frac {d\ln y}{d\ln x}}}
Esempi di applicazione del concetto di elasticità sono:
- l'elasticità della domanda o dell'offerta rispetto ai prezzi;
- l'elasticità della domanda rispetto al reddito;
- la cosiddetta elasticità incrociata, cioè l'elasticità della domanda di un bene rispetto al prezzo di un altro bene;
- l'elasticità di sostituzione;
- l'elasticità di scala;
- l'elasticità di output.